# TA3 (Nachrichtensender)
TA3 ist ein privater Nachrichtensender in der Slowakei. Offiziell begann er am 23. September 2001 zu senden, die erste (Spezial-)Übertragung war jedoch am 11. September 2001 wegen der Terroranschläge in den Vereinigten Staaten.
Zu Beginn des Jahres 2022 übernahm „Blueberg Media“, das Unternehmen des tschechischen Medienmoguls Michal Voráček, den Sender von der Holding „Grafobal Group“ des slowakischen Investors Ivan Kmotrík.
TA3 ist der einzige slowakische Nachrichtensender und hat einen Tagesmarktanteil von 1,5 % in der werberelevanten Zielgruppe bzw. 2,5 % allgemein.